# サッカリン酸
サッカリン酸(Saccharic acid)またはグルカル酸(Glucaric acid)は、化学式C6H10O8の化合物である。グルコース等の糖を硝酸で酸化することにより得られる。
発酵茶であるコンブチャ（紅茶キノコ）はサッカリン酸を含むと言われており、fooducate.comによると、肝臓機能の改善に効果がある。

## サプリメント
Calcium D-glucarate があり、デトックス目的で海外で販売されている。